# Alba tonante
Alba tonante (Thundering Dawn) è un film muto del 1923 prodotto e diretto da Harry Garson. Prodotto dalla Universal Jewel, aveva come interpreti principali Anna Q. Nilsson, J. Warren Kerrigan, Tom Santschi, Winter Hall. In un piccolo ruolo, appare anche Anna May Wong.

## Trama

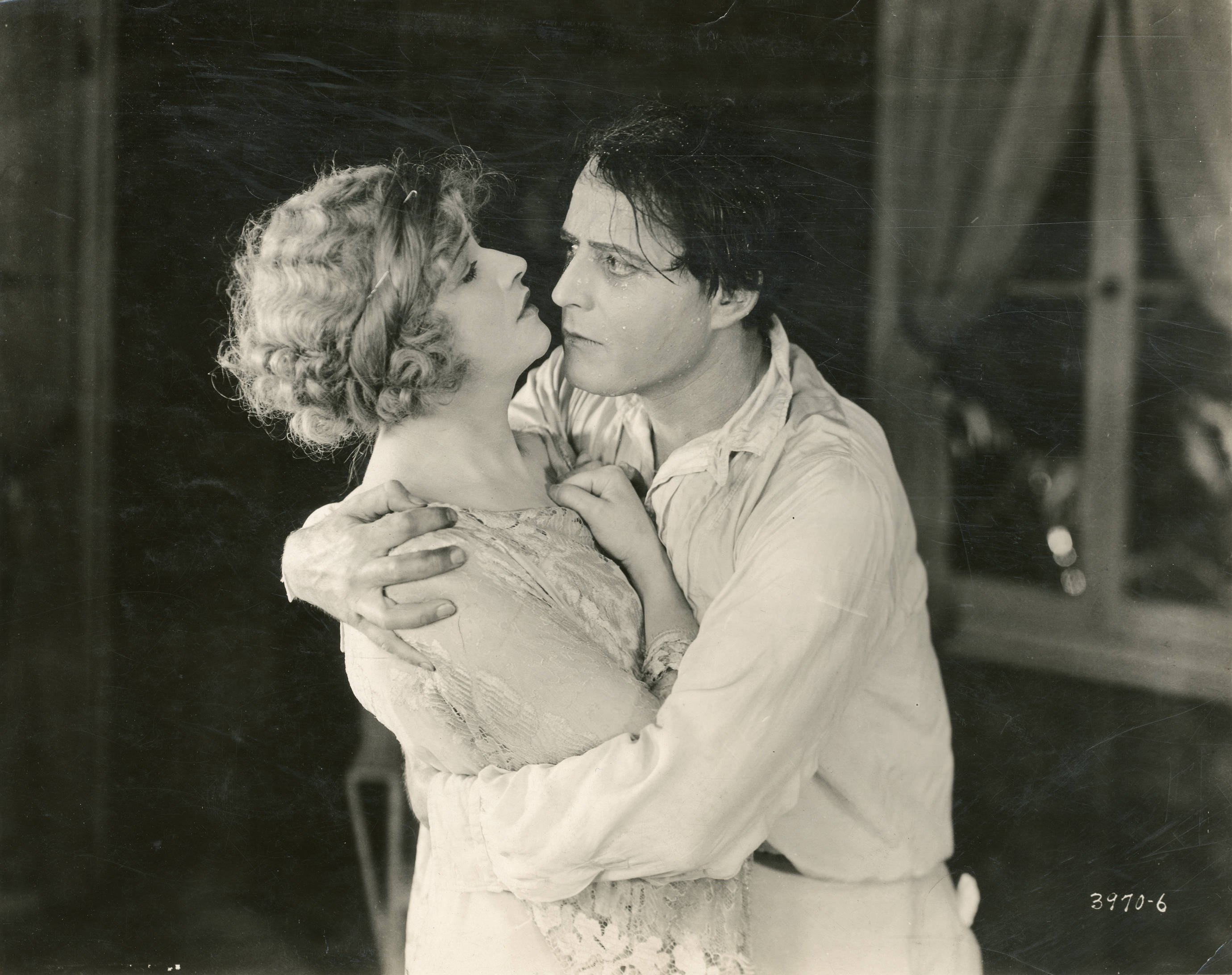
Anna Q. Nilsson e J. Warren Kerrigan

Sentendosi un fallito, Jack Standish va via da casa e si reca nei Mari del Sud. Abbrutito da una vita senza scopo, cade preda dell'alcool e di una maliarda, Lullaby Lou, da cui si fa irretire. Un brutale piantatore, Gordon Van Brock, lo inganna. Quando ormai sembra essere senza via di scampo, giunge Mary, la sua fidanzata che, dopo averlo trovato a Giava in condizioni miserande, minato nel fisico e nella mente, si spende per riportarlo in salute, affrontando anche gli ostacoli posti da Lullby Lou e Van Brock. Alla fine, i due riusciranno a fuggire dall'isola durante un tifone che distrugge tutto al suo passaggio.

## Produzione
Il film fu prodotto dalla Universal Jewel (Universal Pictures) con i titoli di lavorazione Havoc e The Bond of the Ring.

## Distribuzione

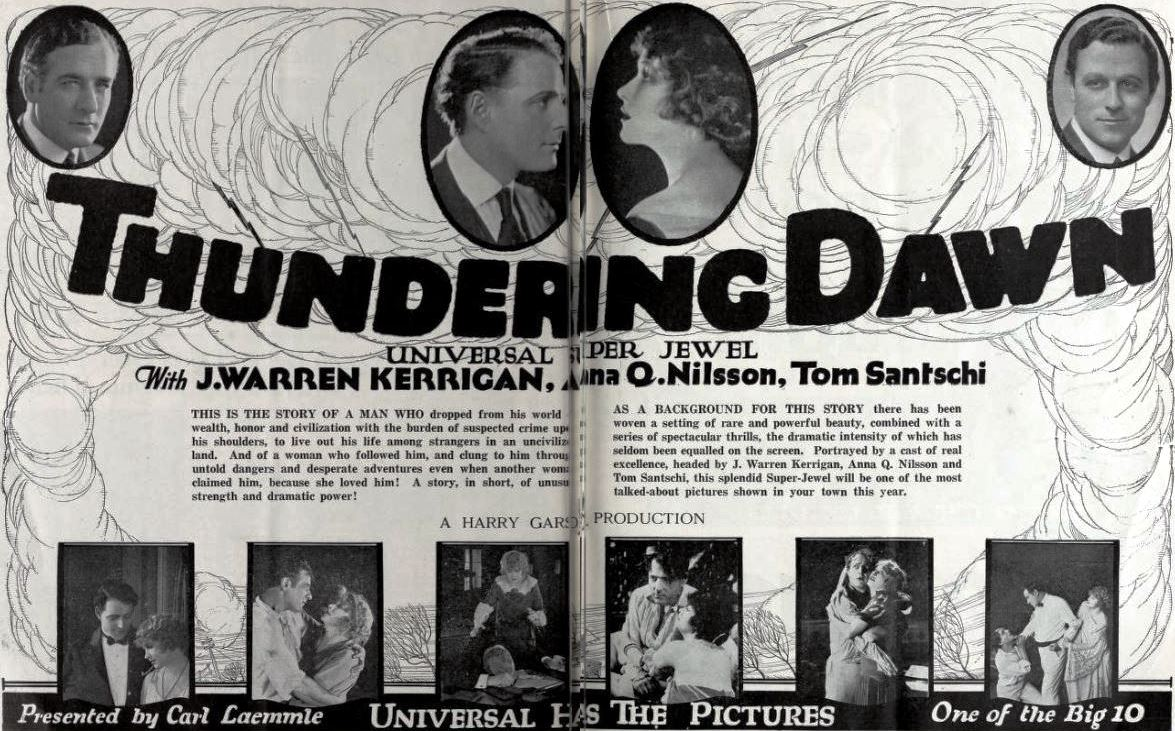
Pubblicità su Universal Weekly (6 ottobre 1923)

Il copyright del film, richiesto dalla Universal, fu registrato il 24 settembre 1923 con il numero LP19449. Distribuito dalla Universal Pictures, il film uscì nelle sale statunitensi il 5 novembre 1923. Nello stesso anno, fu distribuito anche in Canada dalla Canadian Universal Film Company mentre nel Regno Unito venne distribuito dalla European Motion Picture Company il 18 febbraio 1924. In Svezia, uscì il 25 febbraio 1924 con il titolo I passionernas våld; in Francia, il 30 maggio 1924 come Le Raz-de-marée; in Finlandia, il 19 ottobre 1924; in Danimarca, il 9 marzo 1925 come Stormfloden; in Portogallo, il 5 marzo 1926 come Alvorada Tempestuosa.

In Italia, distribuito dalla Universal, ottenne nel luglio 1924 il visto di censura numero 19775.
Non si conoscono copie ancora esistenti della pellicola che viene considerata presumibilmente perduta. Un trailer del film si trova conservato alla Library of Congress di Washington.